# Placa del Yangtsé

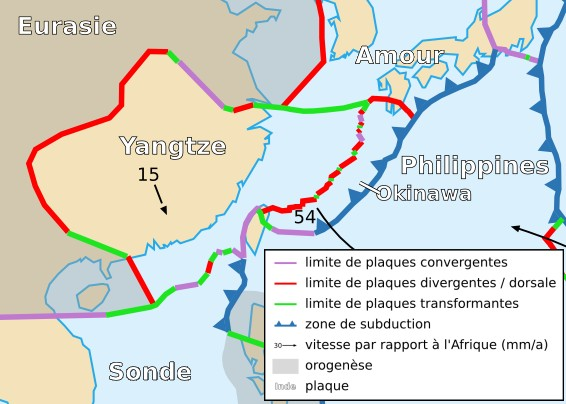
Mapa de la placa de Yangtsé (en francés)

La placa de Yangtsé (también conocida como subplaca sur de China) es una placa tectónica de la litosfera del planeta Tierra. Su superficie es de 0,05425 esteorradianes. Está generalmente asociada a la placa euroasiática y toma su nombre del río Yangtsé.
La placa de Yangtsé cubre el sureste de China, el suroeste y el centro del mar de la China Oriental, y el norte del mar de la China Meridional.
Está en contacto con las placas de Okinawa (formando la fosa de Okinawa), filipina, de la Sonda, del Amur y euroasiática (formando la falla Longmenshan donde se produjo el terremoto de Sichuan de 2008.
El desplazamiento de la placa de Yangtsé se produce a una velocidad de rotación de 0,9983° por millón de años con respecto a un polo euleriano situado a 69°07' de latitud norte y 97°72' de longitud este. Su movimiento hacia el sur, se acomoda a lo largo de la falla del río Rojo.
La placa de Yangtsé fue formado por la disgregación del supercontinente Rodinia hace 750 millones de años, en la época del Neoproterozoico. En el Triásico de la Placa Yangtsé chocó con la placa del norte de China y formaron la cuenca de Sichuan. En el Cenozoico fue influenciada por la colisión de las placas de la India y euroasiática creándose la elevación de las montañas de Longmen.